# Okręg wyborczy nr 48 do Senatu Rzeczypospolitej Polskiej
Okręg wyborczy nr 48 do Senatu Rzeczypospolitej Polskiej obejmuje obszar powiatów łosickiego, siedleckiego i sokołowskiego oraz miasta na prawach powiatu Siedlec (województwo mazowieckie). Wybierany jest w nim 1 senator na zasadzie większości względnej.
Utworzony został w 2011 na podstawie Kodeksu wyborczego. Po raz pierwszy zorganizowano w nim wybory 9 października 2011. Wcześniej obszar okręgu nr 48 należał do okręgu nr 17.
Siedzibą okręgowej komisji wyborczej są Siedlce.

## Reprezentant okręgu
| Rok  | Rok  | Senator         | Komitet wyborczy       |
| ---- | ---- | --------------- | ---------------------- |
|      | 2011 | Waldemar Kraska | Prawo i Sprawiedliwość |
| 2015 |      | Waldemar Kraska | Prawo i Sprawiedliwość |
| 2019 |      | Waldemar Kraska | Prawo i Sprawiedliwość |
| 2023 |      | Waldemar Kraska | Prawo i Sprawiedliwość |

## Wyniki wyborów
Symbolem „●” oznaczono senatora ubiegającego się o reelekcję.

### Wybory parlamentarne 2011
| Kandydat                                                                                     | Kandydat          | Komitet wyborczy           | Głosów | Głosów | Głosów |
| Kandydat                                                                                     | Kandydat          | Komitet wyborczy           | Liczba | %      | +/–    |
| -------------------------------------------------------------------------------------------- | ----------------- | -------------------------- | ------ | ------ | ------ |
|                                                                                              | Waldemar Kraska ● | Prawo i Sprawiedliwość     | 41 260 | 43,64  | –      |
|                                                                                              | Marta Sosnowska   | Platforma Obywatelska RP   | 26 836 | 28,38  | –      |
|                                                                                              | Janina Orzełowska | Polskie Stronnictwo Ludowe | 26 447 | 27,97  | –      |
| Frekwencja: 49,39% Liczba głosów ważnych: 94 543 (96,34%) Źródło: Państwowa Komisja Wyborcza |                   |                            |        |        |        |

● Waldemar Kraska reprezentował w Senacie VII kadencji (2007–2011) okręg nr 17.

### Wybory parlamentarne 2015
| Kandydat                                                                                     | Kandydat          | Komitet wyborczy           | Głosów | Głosów | Głosów |
| Kandydat                                                                                     | Kandydat          | Komitet wyborczy           | Liczba | %      | +/–    |
| -------------------------------------------------------------------------------------------- | ----------------- | -------------------------- | ------ | ------ | ------ |
|                                                                                              | Waldemar Kraska ● | Prawo i Sprawiedliwość     | 55 592 | 56,34  | +12,70 |
|                                                                                              | Dariusz Stopa     | Polskie Stronnictwo Ludowe | 28 170 | 28,55  | +0,58  |
|                                                                                              | Tomasz Gajkowski  | KORWiN                     | 14 912 | 15,11  | –      |
| Frekwencja: 52,35% Liczba głosów ważnych: 98 674 (95,43%) Źródło: Państwowa Komisja Wyborcza |                   |                            |        |        |        |

### Wybory parlamentarne 2019
| Kandydat                                                                                      | Kandydat          | Komitet wyborczy           | Głosów | Głosów | Głosów |
| Kandydat                                                                                      | Kandydat          | Komitet wyborczy           | Liczba | %      | +/–    |
| --------------------------------------------------------------------------------------------- | ----------------- | -------------------------- | ------ | ------ | ------ |
|                                                                                               | Waldemar Kraska ● | Prawo i Sprawiedliwość     | 72 101 | 61,49  | +5,15  |
|                                                                                               | Janina Orzełowska | Polskie Stronnictwo Ludowe | 45 148 | 38,51  | +9,96  |
| Frekwencja: 62,20% Liczba głosów ważnych: 117 249 (97,72%) Źródło: Państwowa Komisja Wyborcza |                   |                            |        |        |        |

### Wybory parlamentarne 2023
| Kandydat                                                                                      | Kandydat            | Komitet wyborczy                                   | Głosów | Głosów | Głosów |
| Kandydat                                                                                      | Kandydat            | Komitet wyborczy                                   | Liczba | %      | +/–    |
| --------------------------------------------------------------------------------------------- | ------------------- | -------------------------------------------------- | ------ | ------ | ------ |
|                                                                                               | Waldemar Kraska ●   | Prawo i Sprawiedliwość                             | 69 725 | 51,57  | –9,92  |
|                                                                                               | Krzysztof Borkowski | KWW Krzysztofa Wawrzyńca Borkowskiego Pakt Senacki | 40 002 | 29,59  | –      |
|                                                                                               | Paweł Więckowski    | Konfederacja Wolność i Niepodległość               | 16 171 | 11,96  | –      |
|                                                                                               | Paweł Wyrzykowski   | Zjednoczeni                                        | 9309   | 6,88   | –      |
| Frekwencja: 75,10% Liczba głosów ważnych: 135 207 (97,76%) Źródło: Państwowa Komisja Wyborcza |                     |                                                    |        |        |        |